# Вікліфф (Оклахома)
Вікліфф (англ. Wickliffe) — переписна місцевість (CDP) в США, в окрузі Мейз штату Оклахома. Населення — 1026 осіб (2020).

## Географія
Вікліфф розташований за координатами 36°17′44″ пн. ш. 95°6′23″ зх. д. / 36.29556° пн. ш. 95.10639° зх. д. (36.295429, -95.106321).  За даними Бюро перепису населення США в 2010 році переписна місцевість мала площу 2,98 км², уся площа — суходіл.

## Демографія
Згідно з переписом 2010 року, у переписній місцевості мешкало 75 осіб у 30 домогосподарствах у складі 20 родин. Густота населення становила 25 осіб/км².  Було 37 помешкань (12/км²).
Расовий склад населення:
| - 57,3 % — білих - 30,7 % — корінних американців |

До двох чи більше рас належало 12,0 %. Частка іспаномовних становила 0,0 % від усіх жителів.
За віковим діапазоном населення розподілялося таким чином: 29,3 % — особи молодші 18 років, 56,0 % — особи у віці 18—64 років, 14,7 % — особи у віці 65 років та старші. Медіана віку мешканця становила 37,8 року. На 100 осіб жіночої статі у переписній місцевості припадало 108,3 чоловіків;  на 100 жінок у віці від 18 років та старших — 96,3 чоловіків також старших 18 років.
Цивільне працевлаштоване населення становило 14 особи. Основні галузі зайнятості: будівництво — 64,3 %, фінанси, страхування та нерухомість — 35,7 %.